# Marina Kuptsova

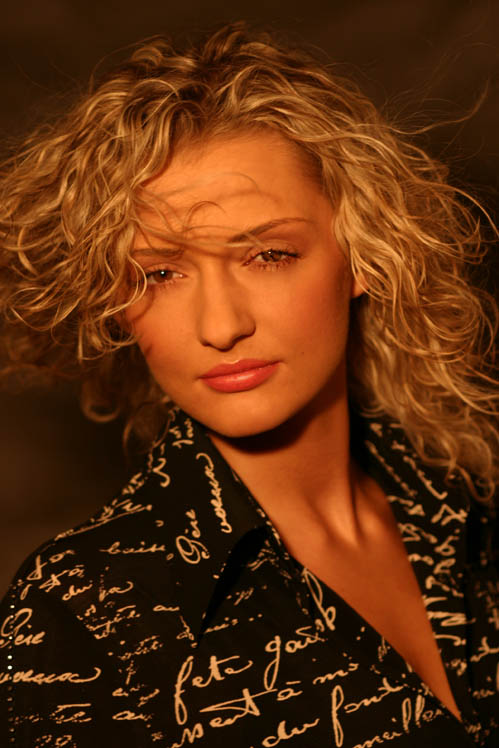
Marina Kuptsova

Marina Gennadjevna Kuptsova (ryska: Марина Геннадьевна Купџова), född 22 december 1981, Moskva, Ryska SSR, Sovjetunionen, är en rysk friidrottare (höjdhoppare). 
Kuptsova hoppade redan högt i tidig ålder; 1,89 som 14-årig, 1,90 som 15-åring, 1,95 som 16- och 17-åring, resultat som alla är inofficiella världsrekord.  Hon blev juniorvärldsmästare i höjdhopp 1998. 2002 vann hon EM-guld inomhus på 2,03. Samma år blev hon även silvermedaljör vid EM utomhus. Vid VM 2003 i Paris slutade hon tvåa efter Hestrie Cloete och samma år noterade hon sitt personliga rekord utomhus 2,02. Kuptsova skadade sig under 2004 och missade hela den och nästföljande säsong. 